# Showa Shell Sekiyu

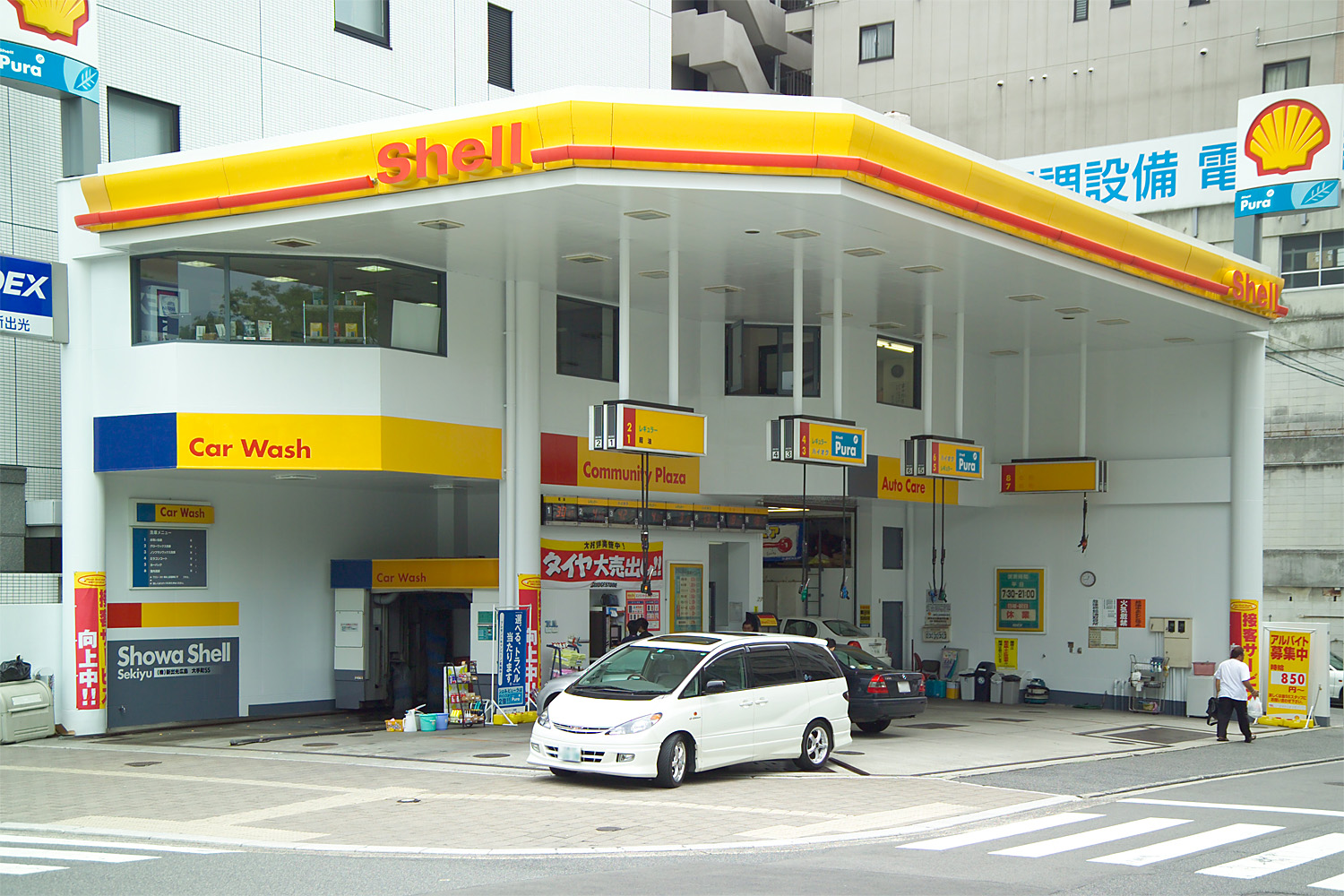
АЗС Showa Shell Sekiyu в Хиросиме

Showa Shell Sekiyu Kabushiki Kaisha (昭和シェル石油株式会社) — одна из пяти крупнейших нефтегазовых компаний Японии, крупнейший японский актив транснациональной группы Royal Dutch Shell. Showa Shell Sekiyu занимается добычей и переработкой нефти и природного газа, производством электроэнергии (в том числе с помощью солнечных панелей), розничными продажами через собственную сеть автозаправочных станций, а также строительством и операциями с недвижимостью. Штаб-квартира компании расположена в Токио.

## История
В 1876 году багдадские евреи Самуэль и Маркус Самуэли основали в Иокогаме торговый дом Samuel Samuel & Co. В 1910 году при торговом доме было учреждено независимое нефтяное подразделение, которое впоследствии стало известно как Rising Sun Petroleum (на первых порах занималось продажей свечей и керосина для ламп). После слияния Royal Dutch и Shell Transport and Trading компания Rising Sun Petroleum действовала как японское представительство объединённой группы Shell.
Предшественниками Showa Sekiyu были небольшие компании Hayama Sekiyu и Niitsu Sekiyu, добывавшие нефть вдоль побережья префектуры Ниигата. В 1947 году возрождённая Rising Sun Petroleum была переименована в Shell Sekiyu (или Shell Petroleum). В 1985 году компании Showa Sekiyu и Shell Sekiyu слились в единую корпорацию Showa Shell Sekiyu («Сёва Шелл Сэкию»).
Летом 2015 года Royal Dutch Shell договорилась о продаже 33,24 % акций Showa Shell Sekiyu компании Idemitsu Kosan (таким образом у Royal Dutch Shell останется 1,8 % акций Showa Shell Sekiyu).

## Структура
Showa Shell Sekiyu занимается переработкой импортной нефти на своих заводах в Йоккаити, Ямагути и Кавасаки, сбывает бензин и моторное масло через 3,3 тыс. автозаправочных станций по всей Японии, часть нефтехимической продукции экспортирует в соседние страны.
Дочерняя компания Ohgishima Power (совместное предприятие с Tokyo Gas) управляет двумя газовыми электростанциями. Дочерняя компания Solar Frontier занимается производством и обслуживанием солнечных батарей (продукция компании продаётся в Японии, США, Европе, Юго-Восточной Азии и на Ближнем Востоке). 
Среди других дочерних и аффилированных структур — Japan Oil Network, Enessance Holdings, Niigata Joint Oil Stockpiling, Hokkaido Joint Oil Stockpiling, Toa Oil, Seibu Oil, Oita LPG Joint Stockpiling, Shoseki Engineering & Construction, Nippon Grease, Heiwa Kisen Kaisha, On-Site Power, Showa Yokkaichi Sekiyu, Showa Shell Sempaku и Showa Shell Business & It Solutions.